# 五府山
五府山位于江西省上饶市上饶县五府山镇与铅山县及福建省武夷山市交界处，又称五府岗、五虎岗，属武夷山脉，与其主峰黄岗山隔分水关相望。因在顶峰可看到江西广信府、饶州府、浙江衢州府、福建建阳府、南平府等五府的风景而得名。
主峰五府尖海拔1910.2米，8座海拔1800米以上高峰相依形成五府岗。
已设立五府山国家森林公园，由玉女溪、五指峰、五府岗、天龙谷、圣塘庙五大景区构成。